# Каряка Дмитро Вікторович
Дмитро Вікторович Каряка (20 липня 1977 — 27 травня 2023) — український футболіст, півзахисник.

## Життєпис

### Початок кар'єри. Запорізький період
Народився у місті Запоріжжі. Дорослу футбольну кар'єру розпочав у «Металурзі». У футболці запорізького клубу дебютував 22 липня 1994 року в переможному (4:1) домашньому поєдинку 2-го туру Вищої ліги України проти миколаївського «Евіса». Дмитро вийшов на поле на 88-ій хвилині, замінивши Сергія Бадла. Влітку 1994 року з'являвся на полі у 3-ох поєдинках «металургів» у Вищій лізі України.
На початку осені 1994 року в пошуках ігрової практики перейшов до іншого клубу Запоріжжя, «Віктора». У футболці нового клубу дебютував 11 вересня 1994 року в програному (1:2) виїзному поєдинку 7-го туру Другої ліги України проти чернігівської «Десни». Каряка вийшов на поле в стартовому складі та відіграв увесь матч. Першим голом у професіональній кар'єрі відзначився 5 листопада 1994 року на 46-ій хвилині нічийного (1:1) домашнього поєдинку 19-го туру Другої ліги України проти каховського «Меліоратора». Дмитро вийшов на поле в стартовому складі та відіграв увесь матч. У команді відіграв 4 неповні сезони, за цей час у Другій лізі України зіграв 112 матчів (9 голів), ще 5 матчів провів у кубку України.

### Одеський етап кар'єри
Напередодні старту сезону 1998/99 років перебрався до СК «Одеса». Дебютував у футболці одеського клубу 6 серпня 1998 року в переможному (4:1) домашньому поєдинку 1-го туру групи Б Другої ліги України проти іллічівського «Портовика». Дмитро вийшов на поле в стартовому складі, а на 86-ій хвилині його замінив Олег Ільченко. Дебютним голом за «спортклубівців» відзначився 29 серпня 1998 року на 82-ій хвилині переможного (4:0) домашнього поєдинку 1/128 фіналу кубку України проти іллічівського «Портовика». Каряка вийшов на поле в стартовому складі та відіграв увесь матч. Першим голом за СК «Одеса» в Другій лізі відзначився 4 вересня 1998 року на 19-ій хвилині переможного (6:0) домашнього поєдинку 5-го туру групи Б проти мелітопольського «Торпедо». Дмитро вийшов на поле в стартовому складі, а на 72-ій хвилині його замінив Сергій Іллящук.У літньо-осінній частині сезону 1998/99 років зіграв за «спортклубівців» 15 матчів (4 голи) в Другій лізі та 10 матчів (1 гол) у кубку України.
Під час зимової перерви у вище вказаному сезоні перейшов до «Чорноморця». У футболці «моряків» дебютував 8 квітня 1999 року в переможному (4:0) домашньому поєдинку 22-го туру Першої ліги України проти нікопольського «Металурга». Каряка вийшов на поле в стартовому складі та відіграв увесь матч. Дебютним голом у футболці одеського клубу відзначився 28 травня 1999 року на 21-ій хвилині переможного (4:1) домашнього поєдинку 34-го туру Першої ліги України проти олександрійської «Поліграфтехніки». Дмитро вийшов на поле в стартовому складі та відіграв увесь матч. За півтора сезони, проведені в «Чорноморці» зіграв 35 матчів (2 голи) в Першій лізі. У сезоні 1999/2000 років також захищав кольори фарм-клубу «моряків», «Чорноморця-2», за який провів 8 поєдинків у Другій лізі України.

### «Сокіл» (Золочів) та «Оболонь»
Напередодні старту сезону 2000/01 років підсилив «Сокіл». У футболці золочівського клубу дебютував 6 серпня 2000 року в переможному (1:0) домашньому поєдинку 1/16 фіналу кубку України проти комарнівського «Газовика». Каряка вийшов на поле в стартовому складі та відіграв увесь матч. У Другій лізі України дебютував за нову команду 12 серпня 2000 року в програному (0:1) виїзному поєдинку 1-го туру групи А проти житомирського «Полісся». Дмитро вийшов на поле в стартовому складі та відіграв увесь матч. Дебютним голом за золочівський клуб відзначився 20 вересня 2000 року на 85-ій хвилині переможного (1:0) виїзного поєдинку проти львівського «Динамо». Каряка вийшов на поле в стартовому складі та відіграв увесь матч. У «Соколі» провів один сезон, у Другій лізі зіграв 29 матчів (2 голи), ще 2 поєдинки провів у кубку України.
Напередодні старту сезону 2001/02 років перебрався в «Оболонь». Дебютував у футболці столичного клубу 23 липня 2001 року в нічийному (2:2) домашньому поєдинку 2-го туру Першої ліги України проти дніпропетровського «Дніпра-2». Дмитро вийшов на поле на 46-ій хвилині, замінивши Сергія Конюшенка. У сезоні 2001/02 років допоміг команді стати бронзовими призерами першості та вибороти путівку до Вищої ліги. Дебютним голом за «пивоварів» відзначився 10 серпня 2002 року на 63-ій хвилині переможного (4:1) виїзного поєдинку 1/32 фіналу кубку України проти калуського «Лукора». Каряка вийшов на поле в стартовому складі та відіграв увесь матч. Дебютним голом за «Оболонь» у Вищій лізі України відзначився 2 листопада 2002 року на 89-ій хвилині переможного (1:0) виїзного поєдинку 14-го туру проти львівських «Карпат». Дмитро вийшов на поле в стартовому складі та відіграв увесь матч. У складі «пивоварів» провів чотири з половиною сезони, за цей час у чемпіонатах України зіграв 93 матчі (5 голів), ще 9 матчів (1 гол) провів у кубку України. Окрім цього, з 2002 по 2005 рік провів 5 поєдинків у Другій лізі України за «Оболонь-2».

### Завершення професіональної кар'єри та виступи на аматорському рівні
Напередодні старту сезону 2005/06 років став гравцем «Поділля». У футболці хмельницького клубу дебютував 1 жовтня 2005 року в нічийному (1:1) домашньому поєдинку 9-го туру Першої ліги проти стрийського «Газовика-Скали». Каряка вийшов на поле на 64-ій хвилині, замінивши Сергія Сергеєва. У жовтні-на початку листопада 2005 року провів 6 поєдинків за «Поділля» в Першій лізі України.
Влітку 2006 року опинився в «Дністрі». У футболці овідіопольського клубу дебютував 31 липня 2006 року в нічийному (1:1) виїзному поєдинку 1-го туру групи А Другої ліги України проти рівненського «Вереса». Дмитро вийшов на поле в стартовому складі, а на 57-ій хвилині його замінив Денис Коваленко. У складі овідіопольського клубу в Другій лізі провів 18 поєдинків, ще 1 матч провів у кубку України. Після цього завершив професіональну кар'єру й продовжив виступи на аматорському рівні. У 2009 році провів 3 поєдинки в аматорському чемпіонаті України за іллічівський «Бастіон-2». Після цього виступав за клуби з Одеської області «Тарутине», «Бесарабія» (Одеса), «Тирас-2500» та «Гільдендорф» (с. Красносілка) в обласному чемпіонаті. У 2012 році у складі «Тарутиного» грав в аматорському чемпіонаті України. Окрім цього, у 2012 році захищав кольори «Воронівки» в чемпіонаті Миколаївської області. Футбольну кар'єру завершив 2017 року.

## Досягнення
«Чорноморець» (Одеса)
- Перша ліга України
  -  Срібний призер (1): 1998/99

«Сокіл» (Золочів)
- Друга ліга України
  -  Срібний призер (1): 2000/01 (група «А»)

«Оболонь» (Київ)
- Перша ліга України
  -  Бронзовий призер (1): 2001/02